# 李辉高
李辉高（1904年—1969年），中国人民解放军将领、中国人民解放军开国少将。
曾任中国人民解放军济南军区后勤部部长。1955年，授予中国人民解放军少将。